# Высоково (сельское поселение)
Се́льское поселе́ние Высоково (карел. Visokoin kyläkunda) — упразднённое муниципальное образование в Рамешковском районе Тверской области Российской Федерации.
Административный центр — деревня Высоково.
Законом Тверской области от 5 апреля 2021 года № 18-ЗО к 17 апреля 2021 года было упразднено в связи с преобразованием Рамешковского муниципального района в муниципальный округ. В границах поселения ныне находится Замытская сельская территория.

## Географические данные
- Общая площадь: 159,1 км²
- Нахождение: западная часть Рамешковского района
  - Граничило:
    - на северо-востоке с СП Некрасово,
    - на востоке — с ГП посёлок Рамешки,
    - на юго-востоке — с СП Застолбье,
    - на юго-западе — с СП Никольское,
    - на северо-западе — с Лихославльским районом, Толмачевское СП.

На юге и западе (по границе) поселения протекала река Медведица. Пересекала поселение река Сельница (приток Медведицы).

## История
В XII—XIV веках территория поселения принадлежала к Новгородской земле и относилась к Бежецкой пятине. После образования губерний входила в Санкт-Петербургскую, Новгородскую губернии. С 1775 года — в Бежецкий уезд Тверского наместничества, с 1796 года — в Тверской губернии.
Во второй половине XIX — начале XX века деревни поселения относились к Замытской и Селищенской волостям Бежецкого уезда Тверской губернии.
В 1930-40-е годы на территории поселения существовали Высоковский, Далековский, Комсомольский (центр — д. Лощино), Головковский, Лахинский, Блюхерский (центр — с. Замытье), Бобровский и Ново-Каменский (центр — д. Могилки) сельсоветы Рамешковского района Калининской области.
Образовано в 2005 году, включило в себя территории Высоковского и Замытского сельских округов.

## Население
| 2010 | 2011 | 2012 | 2013 | 2014 | 2015 | 2016 |
| ---- | ---- | ---- | ---- | ---- | ---- | ---- |
| 857  | ↘850 | ↗899 | ↗962 | ↗973 | ↗978 | ↗980 |
| 2017 | 2018 | 2019 | 2020 | 2021 |      |      |
| ↘942 | ↗947 | ↘924 | ↗925 | ↗932 |      |      |

По переписи 2002 года — 1054 человек (698 в Высоковском и 356 в Замытском сельском округе), на 01.01.2008 — 1042 человек.
Национальный состав: русские и карелы.

## Состав сельского поселения
| №  | Населённый пункт | Тип населённого пункта          | Население |
| -- | ---------------- | ------------------------------- | --------- |
| 1  | Агафониха        | деревня                         | ↘5        |
| 2  | Бережок          | деревня                         | ↘13       |
| 3  | Боброво          | деревня                         | ↘1        |
| 4  | Борутино         | деревня                         | ↗69       |
| 5  | Вересково        | деревня                         | ↘1        |
| 6  | Высоково         | деревня, административный центр | ↘200      |
| 7  | Гнездилово       | деревня                         | ↗37       |
| 8  | Горка            | деревня                         | ↘23       |
| 9  | Григорково       | деревня                         | →1        |
| 10 | Далеки           | деревня                         | ↘58       |
| 11 | Денесьево        | деревня                         | ↘42       |
| 12 | Замытье          | село                            | ↘168      |
| 13 | Колодово         | деревня                         | ↘0        |
| 14 | Красное          | деревня                         | →0        |
| 15 | Лахино           | деревня                         | ↘23       |
| 16 | Ловцово          | деревня                         | ↘1        |
| 17 | Лощино           | деревня                         | →56       |
| 18 | Могилки          | деревня                         | ↘1        |
| 19 | Мощёново         | деревня                         | ↘88       |
| 20 | Новое            | деревня                         | ↗22       |
| 21 | Новый Камень     | деревня                         | ↘0        |
| 22 | Пальцево         | деревня                         | ↘9        |
| 23 | Пески            | деревня                         | →0        |
| 24 | Раменье          | деревня                         | ↘1        |
| 25 | Сельково         | деревня                         | ↘6        |
| 26 | Сидорово         | деревня                         | ↘25       |
| 27 | Цепелиха         | деревня                         | ↘1        |

## Известные люди
В деревне Пальцево родился Алексей Семёнович Смирнов — лётчик, дважды Герой Советского Союза.

## Достопримечательности
Памятник архитектуры и истории — комплекс Спасского женского монастыря в д.Пальцево.